# Adam Trzciński
Adam Trzciński herbu Leliwa odmienna – wicewojewoda chełmiński w latach 1676–1689, sędzia chełmiński w latach 1689-1690, ławnik michałowski w latach 1674–1689, podsędek michałowski w 1676 roku.
Jako poseł na sejm konwokacyjny 1674 roku z województwa chełmińskiego był członkiem konfederacji generalnej zawiązanej 15 stycznia 1674 roku na tym sejmie. Poseł województwa chełmińskiego z sejmiku malborskiego na sejm koronacyjny 1676 roku. Poseł sejmiku malborskiego województwa chełmińskiego na sejm 1677 roku.